# Валевская, Наталья Александровна (модельер)
Ната́лья Алекса́ндровна Вале́вская (род. 3 июня 1978, Москва, РСФСР) — российский модельер и дизайнер Haute Couture. С 1998 года производит эксклюзивные предметы гардероба под маркой NATALIA VALEVSKAYA. До 2009 года каждая коллекция Натальи Валевской принимала участие в Неделе моды в Москве. Также является автором нарядов российских участниц международных конкурсов красоты, ведущих и участников музыкальных фестивалей, звёзд эстрады. На протяжении нескольких лет являлась модным критиком и светским репортёром российского журнала «OK!». В настоящее время ведёт постоянную рубрику в интернет-журнале «Posta da VIP». Член Союза художников России.

## Детство и юность
Ещё в школьные годы Наталья начала посещать курсы реставрационной золотой вышивки при московском Кремле. Этот опыт оказал заметное влияние на её будущие творения: начав производство одежды, многие из них Наталья стала украшать вышивкой ручной работы.

## Образование
Первое высшее образование Наталья Валевская получила в Московской Государственной Юридической Академии. Позже, решив посвятить свою жизнь дизайну одежды, Наталья получила второе образование на факультете искусств МГУ по специальности «Менеджер и теоретик моды». В последующие годы окончила курсы маркетинга и продвижения в индустрии моды в Нью-Йорке, а также прошла трёхлетнее обучение при Московском Академическом Театре им. Вл. Маяковского по специальности «Сценография и исторические костюмы». В настоящее время является аспирантом МГУ по специальности «Семиотика искусства».

## Мода
Модный Дом NATALIA VALEVSKAYA создан в 1998 году. Коллекции дома моды NATALIA VALEVSKAYA неоднократно принимали участие в Неделе моды в Москве. Весной 2008 года показ Натальи Валевской открывал «Русский павильон» на Каннском кинофестивале, а осенью того же года по личному приглашению президента Аргентины Кристины Киршнер Наталья представляла свою коллекцию на Неделе высокой моды в Буэнос-Айресе. Наряды, созданные Натальей Валевской, пользуются популярностью у российских «звёзд» и светских личностей.
Крупнейшие проекты:
- Международный конкурс моделей «Лучшие из Лучших» — костюмы ведущих и участниц
- Международный песенный конкурс «Новая волна» — костюмы ведущих и некоторых участников на нескольких конкурсах
- Церемония вручения наград MTV Russia Music Awards — костюмы участников нескольких церемоний
- Церемония вручения наград МУЗ-ТВ — костюмы участников нескольких церемоний
- Международный конкурс красоты «Мисс Мира» — платья российских участниц в разные годы
- Международный конкурс красоты «Миссис Мира» — платья российских участниц в разные годы
- Совместный проект с ювелирным домом Van Cleef and Arpels
- Сотрудничество с маркой Piaget в России[6]
- Участие в Неделе высокой моды в Буэнос-Айресе по приглашению Президента Аргентины Кристины Киршнер[7]

## Журналистика
Наталья Валевская стала одной из родоначальниц модной критики в России. Переняв этот жанр у зарубежных коллег, Наталья начала разбирать и обсуждать наряды светских персонажей России в глянцевых журналах. Её модные обзоры публиковались в журналах «ОК!», «Теленеделя» и «Sex and the City» (с 2011 года выходит под названием «SNC»). Кроме того, перу Валевской принадлежит множество интервью с очень разными знаменитостями со всего мира: деятелями искусства, модельерами и дизайнерами, светскими личностями, дипломатами и многими другими.
В настоящее время Наталья Валевская является постоянным автором раздела «Мода» в интернет-журнале «Posta da VIP». Среди работ Натальи — репортажи из новых бутиков мировых брендов, открывшихся в Москве, интервью со всемирно известными дизайнерами и модельерами, руководителями модных компаний.

## Искусствоведение

### Музей моды и истории костюма
С середины 2000-х годов Наталья Валевская активно занимается исследовательской и научной деятельностью, которая должна лечь в основу первого в России Музея моды и истории костюма. С этой же темой связана будущая диссертация Валевской. Учитывая опыт зарубежных стран, Наталья Валевская подчёркивает необходимость создания музея костюма и исследовательского центра на его основе. Это заведение станет не только народным достоянием, но и источником информации и опыта для работников индустрии моды. В настоящее время костюмы и аксессуары чаще всего являются дополнениями к экспозициям разных музеев, или же представляют собой частные коллекции, выставляемые недолгое время в каком-либо из музеев. Музей моды и истории костюма призван стать постоянным хранилищем и выставочной площадкой, а также научно-исследовательским центром для подобных экспонатов.

### Выставка вышитых православных икон «Прикосновение»

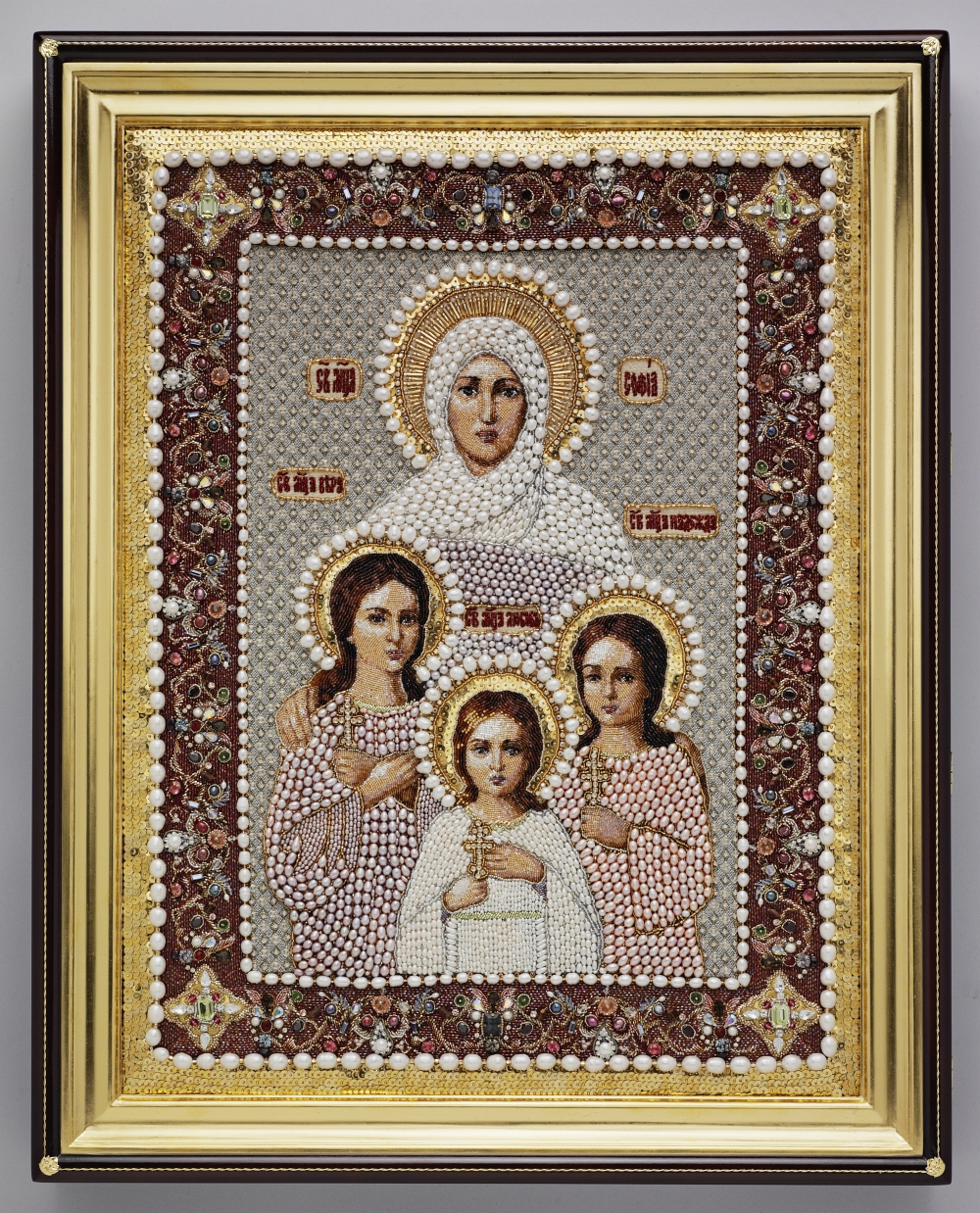
«Вера, Надежда, Любовь и Софья» — икона работы студии «Прикосновение»

15 марта 2012 года под кураторством Натальи Валевской в Музее Храма Христа Спасителя в Москве открылась выставка вышитых православных икон «Прикосновение». На этой выставке были представлены работы творческой мастерской, существующей при доме моды NATALIA VALEVSKAYA под руководством Натальи Краснославовны Горковенко. В конце 2000-х годов Наталья Горковенко и несколько её учениц приступили к возрождению древней христианской традиции — шитью православных икон золотыми нитями, драгоценными и полудрагоценными камнями, жемчугом и мельчайшим бисером. Над каждой иконой работало несколько мастериц на протяжении 3-7 месяцев. Готовые иконы оформлялись в рамы или восстановленные старинные киоты. При студии работает специалист по золочению окладов и реставрации деревянных киотов.
Одна из икон работы студии — Тихвинская икона Божьей Матери — в настоящее время постоянно находится в Тихвинском приделе Храма Христа Спасителя. Все иконы, выставленные в музее, были созданы по благословению Русской Православной Церкви и с соблюдением всех необходимых духовных ритуалов. Выставка получила благословение Патриарха Московского и всея Руси Кирилла.